# Lubin (folklore)
Pour les articles homonymes, voir Lubin et Lupin (homonymie).
Lubins ou lupins désigne plusieurs créatures imaginaires dans le folklore français.

## Lutin
Selon Pierre Dubois ce sont des créatures proches des lutins qui courent sur les routes de Basse-Normandie, durant les nuits de Noël en criant « Robert (le Diable) est mort ». Il suffit de le montrer du doigt pour le faire disparaître, mais quiconque lui répond est entraîné derrière lui.

## Loup
Édouard Brasey les décrit comme des loups charognards du folklore du centre de la France, qui rongent les os des trépassés et dégagent une haleine repoussante Ils se tiennent sur deux pattes et parlent entre eux leur propre langage, inconnu des hommes. Si un humain passe à leur portée sans les saluer, ils se mettent à quatre pattes et bondissent sur lui pour le dévorer. Seule une balle bénite peut les détruire mais dans le Berry, il suffit de montrer ces créatures du doigt pour les vaincre.